# 구강저 봉와직염
구강저 봉와직염 또는 루드비히 안자이나(Ludwig's angina, 라틴어: Angina ludovici)는 입의 바닥(구강저)에 발생하는 심각한 봉와직염(연조직염)의 한 종류이다. 종종 세균 감염이 원인이 된다. 감염 초기에는 입의 바닥이 부으면서 점차 위로 올라와 침을 삼키는 데에 어려움을 겪고, 결과적으로 말하거나 침을 흘리는 데에도 문제가 생긴다. 상태가 나빠지면 기도가 손상되며 혀 양쪽의 공간이 딱딱하게 굳어버릴 수 있다. 전반적으로 수 시간 내외로 빠르게 발병한다.
주된 원인은 치아 감염이다. 다른 원인에는 인두주위농양, 아래턱뼈 골절, 입 안쪽의 관통상이나 베인 상처, 아래턱의 타석증 등이 있다. 감염은 구강저의 결합조직을 통해 전파되며 주로 연쇄상구균(Streptococcus), 포도상구균(Staphylococcus), 박테로이데스(Bacteroides) 등이 원인이 된다.
치아 감염을 제때 치료하는 등 적절한 치과적 관리를 통해 구강저 봉와직염을 예방한다. 초기 치료에는 일반적으로 광범위 항생제와 코르티코스테로이드를 이용한다. 더 진행된 병의 경우 기관내삽관이나 기관절개술이 필요할 수 있다.
1940년대 항생제, 입과 치아의 위생, 더 적극적인 여러 수술적 접근이 발전하며 구강저 봉와직염으로 인한 사망 위험은 급격히 감소했다. '루드비히 안자이나'라는 이름은 1836년 이 질환을 처음 기술한 독일의 의사인 빌헬름 프레더릭 폰 루드비히의 이름에서 딴 것이다.